# چارلز فیتزروی
چارلز فیتزروی (انگلیسی: Lord Charles FitzRoy; ۱۷ ژوئیهٔ ۱۷۶۴ – ۲۰ دسامبر ۱۸۲۹) نظامی و سیاستمدار اهل پادشاهی بریتانیای کبیر بود.